# Harold Wagstaff

a Compétitions nationales et continentales officielles uniquement.

b Matchs officiels uniquement.
Harold Wagstaff, né en 1891 à Holmfirth et mort en 1939, était un joueur de rugby à XIII anglais évoluant au poste de centre au début du XXe siècle et surnommé « Prince of Centres ».
Il dispute son premier match professionnel pour Huddersfield en 1906 à l'âge de 15 an et 175 jours, et y devient le deuxième plus jeune treiziste après Harold Edmondson à disputer un match professionnel.
Il est alors recruté pour la somme de 5 £ (ce qui correspondait à l'époque à trois fois le salaire moyen d'un ouvrier). 
Sa carrière s'étend sur 19 années jusqu'à sa retraite sportive en 1925. En 1908 à l'âge de 18 ans, il est sélectionné en Équipe de Grande-Bretagne pour la première tournée de l'histoire de la sélection en Australie où elle rencontre l'Équipe d'Australie.
En 1912, il devient le capitaine de l'équipe d'Hudderfield puis de 1914 à 1920 celui de l'équipe de Grande-Bretagne lors des tournées en Australie et Nouvelle-Zélande.
Durant sa carrière en tant que capitaine d'Hudderfield, équipe surnommée « The Team of all The Talents », il remporte la Challenge Cup, le trophée du championnat, la Yorkshire Cup et la Yorkshire League en 1915. Seul club anglais à avoir réalisé le « All Four Cups » c'est-à-dire remporter la Coupe d'Angleterre, le championnat, la ligue du Comté et la Coupe du Comté la même année, avec Hunslet en 1908 et Swinton en 1928.
En 1988, Harold Wagstaff est introduit au temple de la renommée du rugby à XIII britannique. Il fait partie des cinq treizistes à avoir un timbre à son effigie lors de l'anniversaire du centenaire du rugby à XIII en 1995.

## Palmarès
- Collectif :
  - Vainqueur du Championnat d'Angleterre : 1912, 1913 et 1915 (Huddersfield).
  - Vainqueur de la Challenge Cup : 1913, 1915 et 1920 (Huddersfield).
  - Finaliste du Championnat d'Angleterre : 1914 et 1923 (Huddersfield).